# Parastrophia
Parastrophia is een geslacht van weekdieren uit de klasse van de Gastropoda (slakken).

## Soorten
- Parastrophia asturiana de Folin, 1870
- Parastrophia avaricosa Vannozzi, Pizzini & Raines, 2015
- Parastrophia challengeri de Folin, 1880
- Parastrophia cornucopiae (de Folin, 1869)
- Parastrophia cygnicollis (Hedley, 1904)
- Parastrophia elegans (de Folin, 1880)
- Parastrophia erseusi Hughes, 1993
- Parastrophia japonica Hinoide & Habe, 1978
- Parastrophia megadattilida Pizzini, Raines & Vannozzi, 2013
- Parastrophia melanesiana Pizzini, Raines & Vannozzi, 2013
- Parastrophia ornata Vannozzi, Pizzini & Raines, 2015
- Parastrophia pulcherrima Pizzini, Raines & Vannozzi, 2013
- Parastrophia queenslandica (Iredale & Laseron, 1957)
- Parastrophia sumatrana (Thiele, 1925)
- Parastrophia vanuatuensis Pizzini, Raines & Vannozzi, 2013